# Thomas Nuttall

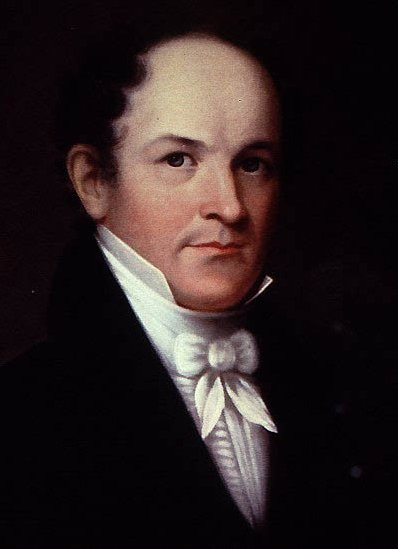
Thomas Nuttall

Thomas Nuttall (* 5. Januar 1786 in Long Preston bei Settle in Yorkshire; † 10. September 1859 in Nutgrove bei Rainhill in Lancashire) war ein britischer Botaniker und Zoologe. Sein offizielles botanisches Autorenkürzel lautet „Nutt.“

## Leben und Wirken
Nuttall war einige Jahre Drucker in England, bevor er nach Nordamerika in die USA auswanderte. In Philadelphia machte er die Bekanntschaft von Benjamin Smith Barton, der ihn ermunterte, Botanik zu studieren und Pflanzensammler zu werden. 1823 wurde Nuttall in die American Academy of Arts and Sciences gewählt.
Nach ausgedehnten Reisen innerhalb Nordamerikas arbeitete Nuttall von 1836 bis 1841 an der Academy of Natural Sciences in Philadelphia. Nach Nuttall sind diverse Taxa benannt: Tiere, wie etwa die Gelbschnabelelster (Pica nuttalli) oder das Berg-Baumwollschwanzkaninchen (Sylvilagus nuttallii), aber auch Pflanzen, wie die Schmalblättrige Wasserpest (Elodea nuttallii) oder Nuttalls Blüten-Hartriegel (Cornus nuttallii). Nach ihm wurden auch die Pflanzengattungen Nuttallia Raf. aus der Familie der Blumennesselgewächse (Loasaceae) und Nuttallanthus D.A.Sutton aus der Familie der Wegerichgewächse (Plantaginaceae) benannt.

## Schriften
- The genera of North American plants, 1818
- New genera and species of plants, 1840
- The North American sylva, 1842–1849.